# Ligne Santos-Jundiaí
La ligne Santos-Jundiaí (en portugais Linha Santos-Jundiaí) est une ligne ferroviaire, à voie large, longue de 139 kilomètres, qui traverse la Serra do Mar, par un système à crémaillère, puis la région métropolitaine de São Paulo, en reliant le port de Santos à Jundiaí, via São Paulo.
Elle a été mise en service en 1867 par la São Paulo Railway. Elle est partiellement utilisée, entre Rio Grande da Serra et Jundiaí pour un service de trains de banlieue par la Companhia Paulista de Trens Metropolitanos (CPTM).

## Histoire

### Chronologie
- 16 février 1867 : mise en service de Santos à Jundiaí[1]

### Histoire
Dans les années 1850, Irineu Evangelista de Sousa, dit Barão de Mauá obtient la concession pour une ligne de chemin de fer du port de Santos à São Paulo. Il mobilise des capitaux anglais pour la fondation, en octobre 1859, de la compagnie du São Paulo Railway. Les ingénieurs anglais finalisent le projet d'une ligne de 139 km, qui traverse la zone montagneuse de la Serra do Mar par un système de type funiculaire utilisant des câbles d'acier et des poulies avec comme élément de traction des machines à vapeur établies à différents niveaux de ce tronçon de type plan incliné.
En 1992, l'exploitation de la ligne est tronçonnée. La CPTM obtient le tronçon de Rio Grande da Serra à Jundiaí, qu'elle divise en deux : ligne 7-Rubi (ancienne ligne A) de Luz à Jundiaí ; et ligne 10-Turquoise (ancienne ligne D) de Brás à Rio Grande da Serra. Le tronçon de la CPTM est également utilisé par l'Expresso Turístico (pt) qui circule entre Jundiaí et Paranapiacaba. MRS Logística S/A (pt) qui opère des trains de marchandises entre Rio Grande da Serra et le port de Santos.